# Выход по току
Выходом по току в гальванотехнике называют выраженное в процентах  или долях единицы  отношение количества теоретически необходимого Qt заряда к фактически пропущенному Qf через межфазную границу электрод-электролит для осуществления фактически наблюдаемого окисления или восстановления вещества mf.
{\displaystyle B_{Q}={\frac {Q_{t}}{Q_{f}}}\cdot 100\%.}
Иногда выход по току рассчитывается как отношение массы фактически прореагировавшего вещества mf к теоретическому массопереносу mt, рассчитанному по 1-му закону Фарадея:
{\displaystyle B_{m}={\frac {m_{f}}{m_{t}}}\cdot 100\%}

## Свойства
Выход по току указывает на кажущиеся отклонения от закона Фарадея. При электролизе может выделиться или раствориться как больше, так и меньше вещества, чем должно получиться по законам Фарадея. Различают катодный и анодный выходы по току. При катодном процессе чаще наблюдается выход по току меньше единицы из-за побочных реакций (взаимодействия образовавшихся при электролизе веществ с компонентами электролита, выделения наряду с металлом на катоде водорода), однако при наличии в электролите ионов разной валентности,выход по току, рассчитанный без учета ионов низшей валентности, может оказаться больше единицы. Выход по току больше единицы часто наблюдается при анодном растворении металлов, когда наряду с электрохимическим, происходит химическое растворение металла. При электролизе электрическая энергия тратится на преодоление сопротивления электролита, но это никак не отражается на показателе "выход по току". Для экономической оценки процесса электролиза кроме выхода по току, вводят такое понятие, как  и расход энергии, величина которого, кроме выхода по току, зависит от напряжения  на ванне.
Выход по току связан с электрохимическим эквивалентом.

## Электрохимический эквивалент
Электрохимическим эквивалентом в гальванотехнике называют количество вещества, выделившееся или растворившееся на электроде, отнесённое к величине заряда, пропущенного через электролит:
{\displaystyle EA={\frac {m_{f}}{Q_{f}}}={\frac {m_{f}}{\int \limits _{0}^{t}I_{f}(t)dt}},}
где
mf — масса фактически осаждённого или растворённого материала электрода;
Qf — фактически пропущенный заряд, определяемый как интеграл пропускаемого через электролит тока по времени.

## Единицы измерения
Выход по току, как следует из приведённых в определении формул, указывается в процентах.
Электрохимический эквивалент в СИ измеряется в кг/Кл, но часто указывается в г/(А·ч).

## Пример
При электролизе водного раствора АgNO3 с нерастворимым анодом в течение t = 50 мин. при силе тока в I = 3,0 А на катоде выделилось mf = 9,6 г серебра. Вычислить выход по току.
Решение:
Заряд, пропущенный через электролит, равен: {\displaystyle Q=I\cdot t.} Теоретический массоперенос для произвольного иона равен:
{\displaystyle m_{t}=\mu \cdot {\frac {Q}{n\cdot e\cdot N_{A}}}=\mu \cdot {\frac {I\cdot t}{n\cdot F}},}
где
- e — элементарный заряд;
- n — заряд иона в единицах e (ионы серебра в растворе нитрата серебра имеют заряд n = +1);
- μ — молярная масса (для серебра μ = 107,868 г/моль);
- NA — число Авогадро;
- F = eNA ≈ 96500 Кл/моль — число Фарадея.

Подставляя полученные формулы в выражение для выхода по току, получим:
{\displaystyle B_{m}={\frac {m_{f}}{m_{t}}}\cdot 100\%={\frac {m_{f}}{\mu \cdot {\frac {I\cdot t}{n\cdot F}}}}\cdot 100\%={\frac {m_{f}\cdot n\cdot F}{\mu \cdot I\cdot t}}\cdot 100\%.}
Приведя заданные значения к одной системе размерностей, проведём вычисление:
{\displaystyle B_{m}={\frac {9,6\left[g\right]\cdot 1\cdot 96500\left[{\frac {C}{mol}}\right]}{107,87\left[{\frac {g}{mol}}\right]\cdot 3\left[A\right]\cdot (50\left[min\right]\cdot 60\left[{\frac {s}{min}}\right])}}\cdot 100\%=95,42\%.}